# Mistrzostwa Świata w Gimnastyce Sportowej 2019
Mistrzostwa Świata w Gimnastyce Sportowej 2019 – 49. edycja mistrzostw świata w gimnastyce sportowej. Zawody zostały rozegrane w dniach 4–13 października w Hanns-Martin-Schleyer-Halle w Stuttgarcie. Były dla zawodników szansą na zakwalifikowanie się do Igrzysk Olimpijskich 2020.

## Program
| Data            | Wydarzenie   | Konkurencja |
| --------------- | ------------ | --- |
| 4 października  | Kwalifikacje | Konkurencje kobiet |
| 5 października  | Kwalifikacje | Konkurencje kobiet |
| 6 października  | Kwalifikacje | Konkurencje mężczyzn |
| 7 października  | Kwalifikacje | Konkurencje mężczyzn |
| 8 października  | Finał        | Wielobój drużynowy kobiet |
| 9 października  | Finał        | Wielobój drużynowy mężczyzn |
| 10 października | Finał        | Wielobój indywidualny kobiet |
| 11 października | Finał        | Wielobój indywidualny mężczyzn                                                                                                  |
| 12 października | Finał        | Mężczyźni: Ćwiczenia wolne Ćwiczenia na koniu z łękami Ćwiczenia na kółkach Kobiety: Skok Ćwiczenia na poręczach asymetrycznych |
| 13 października | Finał        | Mężczyźni: Skok Ćwiczenia na poręczach Ćwiczenia na drążku Kobiety: Ćwiczenia na równoważni Ćwiczenia wolne                     |

## Uczestnicy
Na mistrzostwach miało prawo wziąć udział 572 zawodników (297 mężczyzn i 275 kobiet) z 93 państw. Była to rekordowa liczba reprezentacji, którzy wystąpiły w zawodach mistrzostw świata w gimnastyce sportowej. Ostatecznie zostało zgłoszonych 549 zawodników z 92 państw.

- Albania (1)
- Algieria (4)
- Argentyna (8)
- Armenia (4)
- Australia (11)
- Austria (6)
- Azerbejdżan (4)
- Belgia (12)
- Białoruś (8)
- Boliwia (2)
- Brazylia (12)
- Bułgaria (3)
- Chile (4)
- Chiny (12)
- Chińskie Tajpej (9)
- Chorwacja (4)
- Cypr (5)
- Czechy (9)
- Dania (6)
- Dominikana (4)
- Egipt (8)
- Ekwador (3)
- Filipiny (1)
- Finlandia (9)
- Francja (12)
- Grecja (6)
- Gruzja (4)
- Gwatemala (5)
- Hiszpania (12)
- Holandia (12)
- Hongkong (6)
- Indie (6)
- Indonezja (2)
- Iran (3)
- Irlandia (5)
- Islandia (3)
- Izrael (6)
- Jamajka (6)
- Japonia (12)
- Jordania (3)
- Kajmany (1)
- Kanada (12)
- Katar (3)
- Kazachstan (6)
- Kolumbia (6)
- Korea Południowa (12)
- Korea Północna (7)
- Kostaryka (5)
- Kuba (4)
- Kuwejt (3)
- Litwa (5)
- Luksemburg (1)
- Łotwa (6)
- Malezja (4)
- Maroko (2)
- Meksyk (9)
- Monako (1)
- Mongolia (1)
- Nigeria (5)
- Niemcy (12)
- Norwegia (9)
- Nowa Zelandia (5)
- Panama (2)
- Peru (6)
- Polska (4)
- Południowa Afryka (3)
- Portoryko (6)
- Portugalia (5)
- Rosja (12)
- Rumunia (12)
- Salwador (3)
- Serbia (5)
- Singapur (1)
- Słowacja (3)
- Słowenia (6)
- Sri Lanka (1)
- Stany Zjednoczone (12)
- Syria (1)
- Szwajcaria (12)
- Szwecja (5)
- Tajlandia (2)
- Trynidad i Tobago (1)
- Tunezja (2)
- Turcja (9)
- Ukraina (11)
- Urugwaj (3)
- Uzbekistan (6)
- Wenezuela (3)
- Węgry (12)
- Wielka Brytania (12)
- Wietnam (6)
- Włochy (12)

## Medaliści
| Konkurencja                           | Złoto | Srebro | Brąz |
| Mężczyźni                             | | | |
| Wielobój indywidualny                 | Nikita Nagorny | Artur Dałałojan | Ołeh Werniajew                                                                                              |
| Ćwiczenia wolne                       | Carlos Yulo | Artiom Dołgopiat | Xiao Ruoteng                                                                                                |
| Ćwiczenia na koniu z łękami           | Max Whitlock | Lee Chih-kai | Rhys McClenaghan                                                                                            |
| Ćwiczenia na kółkach                  | İbrahim Çolak | Marco Lodadio | Samir Aït Saïd                                                                                              |
| Skok                                  | Nikita Nagorny | Artur Dałałojan | Ihor Radiwiłow                                                                                              |
| Ćwiczenia na poręczach                | Joe Fraser | Ahmet Önder | Kazuma Kaya                                                                                                 |
| Ćwiczenia na drążku                   | Arthur Mariano | Tin Srbić | Artur Dałałojan                                                                                             |
| Wielobój drużynowy                    | Rosja · Dienis Ablazin · Dawid Bielawski · Artur Dałałojan · Nikita Nagorny · Władisław Polaszow · Iwan Strietowicz | Chiny · Deng Shudi · Lin Chaopan · Sun Wei · Xiao Ruoteng · You Hao · Zou Jingyuan                                                    | Japonia · Daiki Hashimoto · Yuya Kamoto · Kazuma Kaya · Kazuyuki Takeda · Kakeru Tanigawa · Wataru Tanigawa |
| Kobiety                               | | | |
| Wielobój indywidualny                 | Simone Biles | Tang Xijing | Angielina Mielnikowa                                                                                        |
| Skok                                  | Simone Biles | Jade Carey | Elissa Downie                                                                                               |
| Ćwiczenia na poręczach asymetrycznych | Nina Derwael | Rebecca Downie | Sunisa Lee                                                                                                  |
| Ćwiczenia na równoważni               | Simone Biles | Liu Tingting | Lee Shijia                                                                                                  |
| Ćwiczenia wolne                       | Simone Biles | Sunisa Lee | Angielina Mielnikowa                                                                                        |
| Wielobój drużynowy                    | Stany Zjednoczone · Simone Biles · Jade Carey · Kara Eaker · Sunisa Lee · Grace McCallum · MyKayla Skinner          | Rosja · Lilija Achajmowa · Anastasija Agafonowa · Angielina Mielnikowa · Marija Pasieka · Aleksandra Szczekołdina · Darja Spiridonowa | Włochy · Desiree Carofiglio · Alice D’Amato · Asia D’Amato · Elisa Iorio · Martina Maggio · Giorgia Villa   |

## Klasyfikacja medalowa
| Pozycja | Reprezentacja     | Złoto | Srebro | Brąz | Razem |
| ------- | ----------------- | ----- | ------ | ---- | ----- |
| 1.      | Stany Zjednoczone | 5     | 2      | 1    | 8     |
| 2.      | Rosja             | 3     | 3      | 3    | 9     |
| 3.      | Wielka Brytania   | 2     | 1      | 1    | 4     |
| 4.      | Turcja            | 1     | 1      | 0    | 2     |
| 5.      | Belgia            | 1     | 0      | 0    | 1     |
| 5.      | Brazylia          | 1     | 0      | 0    | 1     |
| 5.      | Filipiny          | 1     | 0      | 0    | 1     |
| 8.      | Chiny             | 0     | 3      | 2    | 5     |
| 9.      | Włochy            | 0     | 1      | 1    | 2     |
| 10.     | Chińskie Tajpej   | 0     | 1      | 0    | 1     |
| 10.     | Chorwacja         | 0     | 1      | 0    | 1     |
| 10.     | Izrael            | 0     | 1      | 0    | 1     |
| 13.     | Japonia           | 0     | 0      | 2    | 2     |
| 13.     | Ukraina           | 0     | 0      | 2    | 2     |
| 15.     | Francja           | 0     | 0      | 1    | 1     |
| 15.     | Irlandia          | 0     | 0      | 1    | 1     |
| Razem   | Razem             | 14    | 14     | 14   | 42    |

## Występy reprezentantów Polski
W zawodach wzięło udział czworo zawodników: Gabriela Janik, Łukasz Borkowski, Filip Sasnal oraz Dawid Węglarz.
Kobiety
| Zawodniczka    | Konkurencja                     | Kwalifikacje | Kwalifikacje | Finał | Finał   |
| Zawodniczka    | Konkurencja                     | Wynik        | Pozycja      | Wynik | Pozycja |
| -------------- | ------------------------------- | ------------ | ------------ | ----- | ------- |
| Gabriela Janik | Skok                            | 13,449       | 22.          | NQ    | NQ      |
| Gabriela Janik | Ćw. na poręczach asymetrycznych | 13,633       | 83.          | NQ    | NQ      |
| Gabriela Janik | Ćwiczenia na równoważni         | 10,233       | 163.         | NQ    | NQ      |
| Gabriela Janik | Ćwiczenia wolne                 | 12,300       | 85.          | NQ    | NQ      |
| Gabriela Janik | Wielobój                        | 48,832       | 79.          | NQ    | NQ      |

Mężczyźni
| Zawodnik         | Konkurencja                 | Kwalifikacje | Kwalifikacje | Finał | Finał   |
| Zawodnik         | Konkurencja                 | Wynik        | Pozycja      | Wynik | Pozycja |
| ---------------- | --------------------------- | ------------ | ------------ | ----- | ------- |
| Łukasz Borkowski | Ćwiczenia wolne             | 12,833       | 140.         | NQ    | NQ      |
| Łukasz Borkowski | Ćwiczenia na koniu z łękami | 11,533       | 141.         | NQ    | NQ      |
| Łukasz Borkowski | Ćwiczenia na kółkach        | 12,566       | 126.         | NQ    | NQ      |
| Łukasz Borkowski | Ćwiczenia na poręczach      | 11,633       | 174.         | NQ    | NQ      |
| Łukasz Borkowski | Ćwiczenia na drążku         | 11,666       | 171.         | NQ    | NQ      |
| Łukasz Borkowski | Wielobój                    | 73,997       | 120.         | NQ    | NQ      |
| Filip Sasnal     | Ćwiczenia wolne             | 12,000       | 175.         | NQ    | NQ      |
| Filip Sasnal     | Ćwiczenia na koniu z łękami | 11,533       | 140.         | NQ    | NQ      |
| Filip Sasnal     | Ćwiczenia na kółkach        | 12,566       | 124.         | NQ    | NQ      |
| Filip Sasnal     | Skok                        | 12,716       | 38.          | NQ    | NQ      |
| Filip Sasnal     | Ćwiczenia na poręczach      | 12,900       | 127.         | NQ    | NQ      |
| Filip Sasnal     | Ćwiczenia na drążku         | 12,200       | 142.         | NQ    | NQ      |
| Filip Sasnal     | Wielobój                    | 73,865       | 121.         | NQ    | NQ      |
| Dawid Węglarz    | Ćwiczenia wolne             | 13,200       | 109.         | NQ    | NQ      |
| Dawid Węglarz    | Ćwiczenia na koniu z łękami | 12,366       | 97.          | NQ    | NQ      |
| Dawid Węglarz    | Ćwiczenia na kółkach        | 11,500       | 179.         | NQ    | NQ      |
| Dawid Węglarz    | Ćwiczenia na poręczach      | 12,933       | 126.         | NQ    | NQ      |
| Dawid Węglarz    | Ćwiczenia na drążku         | 11,733       | 166.         | NQ    | NQ      |
| Dawid Węglarz    | Wielobój                    | 75,198       | 101.         | NQ    | NQ      |